# 京都市電大宮線
大宮線（おおみやせん）は、京都市の大宮通に敷設されていた京都市電の軌道路線。
明治終期から大正初期に掛けて施行された京都市三大事業の一つである［道路擴築竝電氣鐵道敷設事業］及び昭和初期に施行された［都市計畫軌道延長 第二期事業（外劃線）］の一環として建設された。
全区間が併用軌道。路線は四条大宮から九条大宮までを結んでいた。昭和初期までは千本線と一体の千本大宮線とされていた。
1972年（昭和47年）に千本線、四条線と共に全線が廃止された。

## 沿革
- 1907年（明治40年）3月6日 市会で「道路擴築竝電氣鐵道敷設事業案」修正可決
- 1912年（大正元年）11月21日 四条大宮－七条大宮開業
- 1923年（大正12年）5月26日 市会が「第七十七號議案」を議決し、千本大宮線延長路線決定
- 1935年（昭和10年）8月21日 七条大宮－九条大宮開業　［大宮線区間全線開業］
- 1940年（昭和15年）12月2日 急行運転開始（日曜祝祭日を除く午前6時－午前9時／午後4時－午後7時）
- 1943年（昭和18年）
  - 2月21日 急行運転強化（日曜祝祭日を含む毎日午前6時－午前10時／午後4時－午後8時）
  - 11月1日 終日急行運転実施（終了期日不明）
- 1962年（昭和37年）3月27日 急行運転開始（日曜祝日を除く午前7時－午前9時）
- 1963年（昭和38年）6月20日 停留所廃止（「大宮仏光寺」）
- 1964年（昭和39年）6月1日 ワンマンカー運行開始（当初3週間は添乗者が付き、一人乗務は6月22日実施）
- 1965年（昭和40年）12月1日 自動車の併用軌道乗入全面開放
- 1972年（昭和47年）
  - 1月22日 「さようなら 千本・大宮・四条線」電車運行
  - 1月23日 全線廃止。市バスに転換

## 電停一覧
停留所／交叉する通り（接続、距離、急行停車駅は路線図参照）
- 四条大宮／四条通
- 大宮松原／松原通
- 大宮五条／五条通
- 島原口／花屋町通
- 七条大宮／七条通
- 東寺前／東寺通
- 九条大宮／九条通

## 他線との交叉
立体交叉
- 山陰本線・東海道本線／大宮通 大宮跨線橋架設

## 備考
七条大宮と東寺前の間に「大宮八条」「大宮八条南」「東寺東門前」の停留所があった。